# 帕瑞萨娣丝
帕瑞萨娣丝（/pəˈrɪsətɪs/；Parysatis；前5世纪）是波斯王阿尔塔薛西斯一世与巴比伦的安蒂亚（Andia）的私生女。 
她是薛西斯二世，塞基狄亚努斯和大流士二世的同父异母姐妹。她嫁给了大流士，他们有四个儿子：阿尔塔薛西斯二世，小居鲁士，Ostanes以及Oxathres。她最喜欢的是小居鲁士，按照记载她以她的影响力，把尚在青年时代的居鲁士任命为安纳托利亚西部最高长官，大约在前407年。在她的丈夫死后，她支持居鲁士，后者在庫那克薩戰役中被击败，她指责提萨斐尼害死了居鲁士。她后来致使提萨斐尼被刺杀。
小行星888Parysatis是以她的名字命名的。